# Hippopotamus minor
Hippopotamus minor (кіпрський карликовий бегемот) — вимерлий вид бегемотів, що мешкав на острові Кіпр від епохи плейстоцену аж до раннього голоцену.

## Опис
Hippopotamus minor досягав маси в 200 кг і був схожий на нині існуючого карликового бегемота, але на відміну від останнього зменшення розміру Hippopotamus minor було викликано явищем острівної карликовості через обмеженого простору довкілля. Цим пояснюється поява таких нині вимерлих тварин, як Palaeoloxodon cypriotes, Mammuthus exilis, Magyarosaurus dacus і навіть Homo floresiensis.
Вперше був описаний в 1822 році французьким палеонтологом Ансельмом Гаетаном Демаре. Висота кіпрського бегемота була 76 см, довжина - 121 см.
Незважаючи на назву, в період 11-9 тисяч років тому карликовий бегемот був найбільшою твариною Кіпру. Він був травоїдним звіром, який, через свої розміри, не знав природних хижаків
Розкопки на Кіпрі, в особливості в районі Аетокремнос неподалік від Лімасолу, показали, що карликовий бегемот співіснував з сучасною людиною і, можливо, саме рання колонізація острова людиною викликала зникнення карликового бегемота.
На острові Крит мешкав критський карликовий бегемот (Hippopotamus creutzburgi), що нагадував кіпрського, але вимерлий ще в плейстоцені.